# Dorfkirche Rittermannshagen

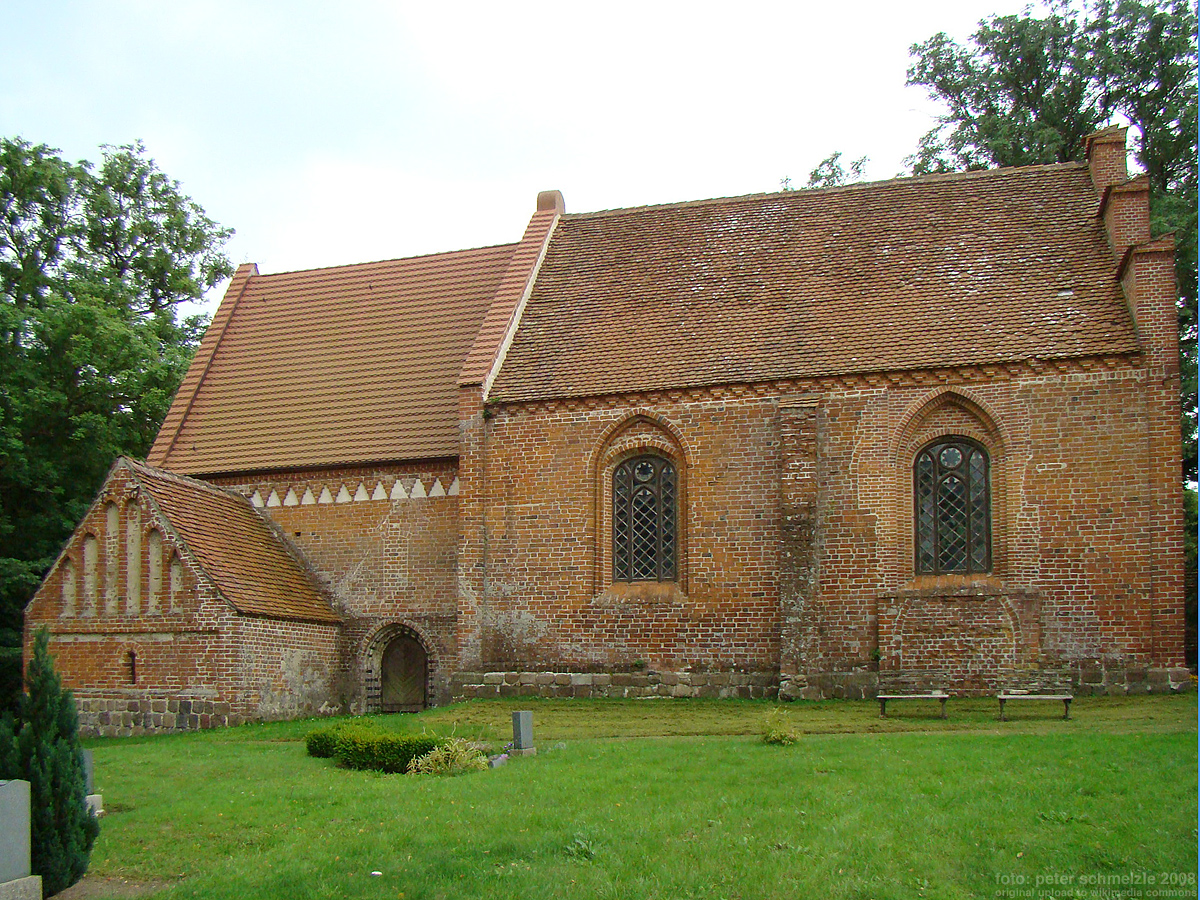
Dorfkirche Rittermannshagen

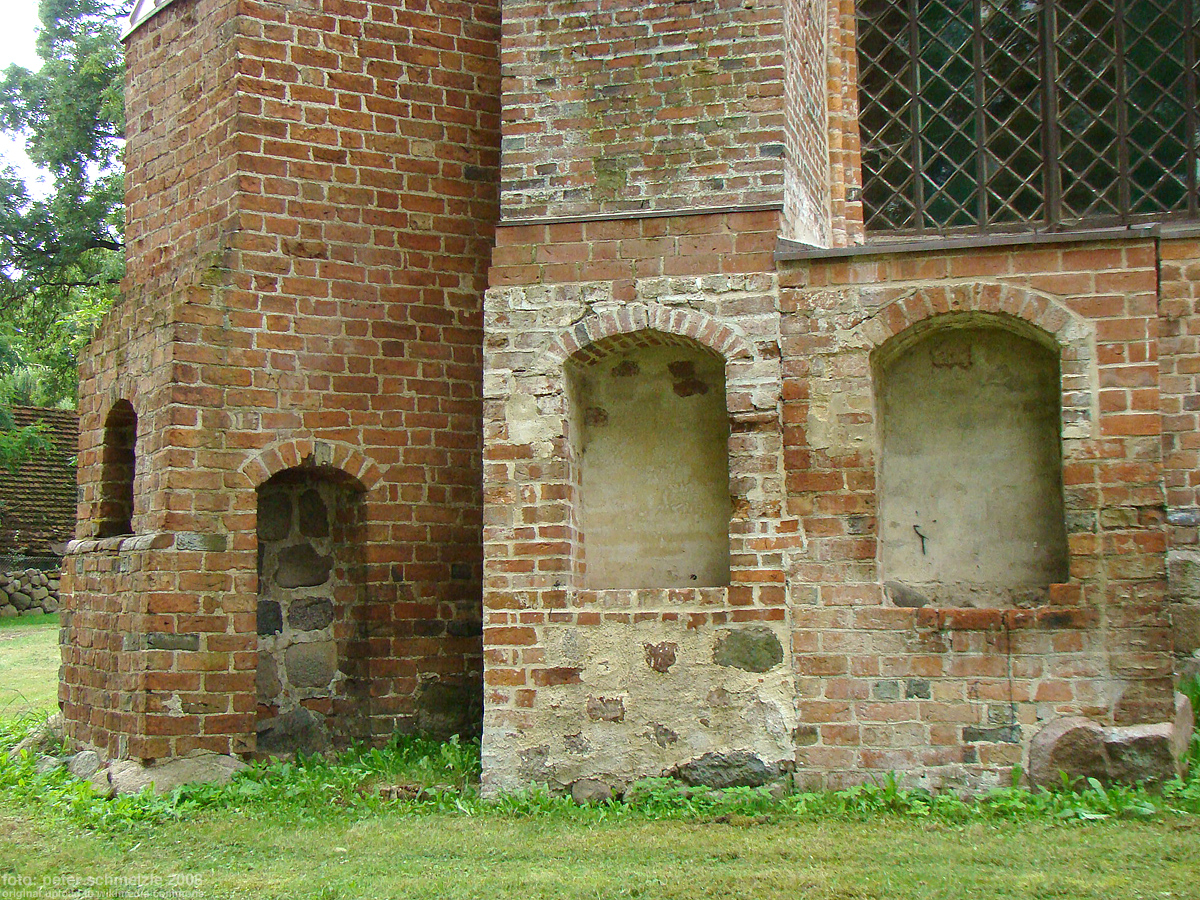
Außenkanzel und Nischen

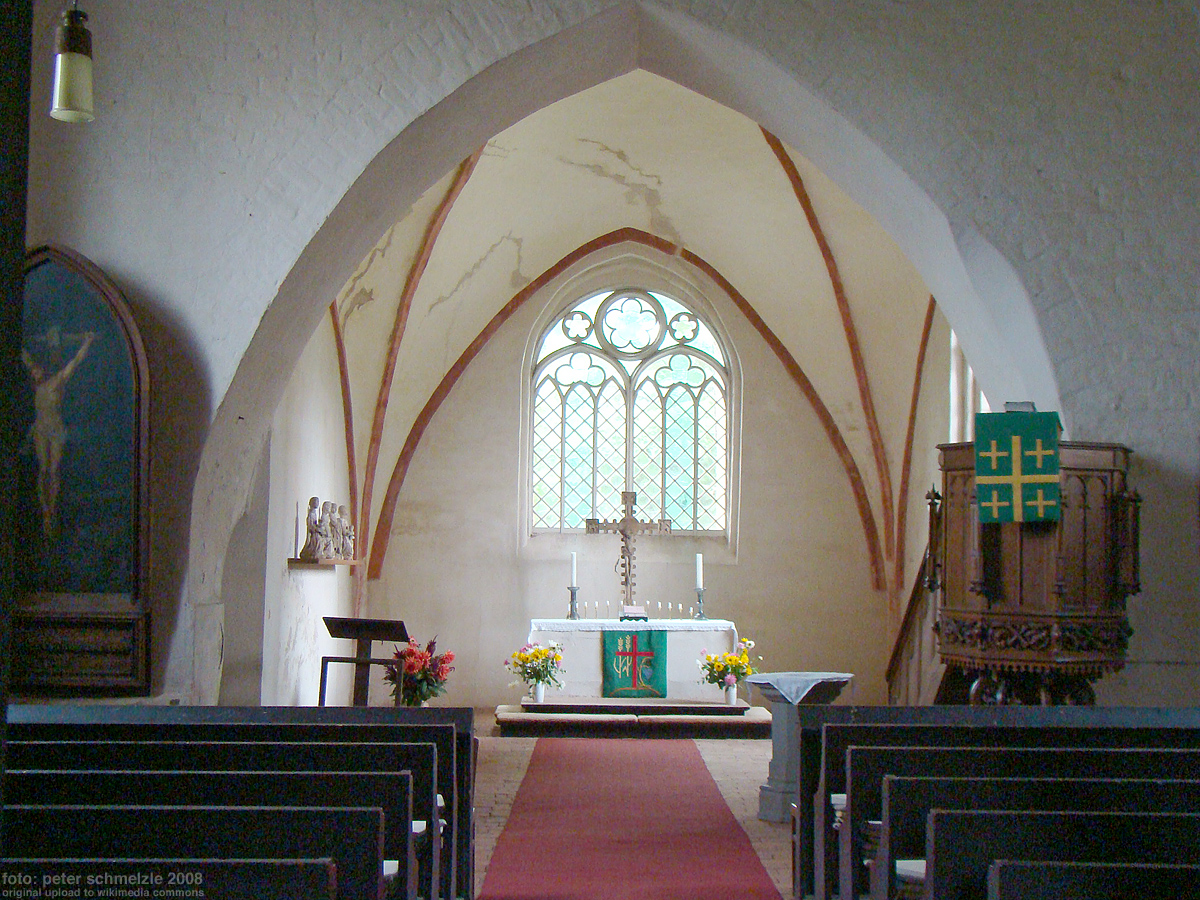
Blick zum Chor

Die Dorfkirche in Rittermannshagen, einem Ortsteil von Faulenrost im Landkreis Mecklenburgische Seenplatte in Mecklenburg-Vorpommern ist eine gotische Backsteinkirche aus dem 13. oder 14. Jahrhundert. Die Gemeinde gehört zur Propstei Rostock im Kirchenkreis Mecklenburg der Evangelisch-Lutherischen Kirche in Norddeutschland (Nordkirche).

## Geschichte
Die Baugeschichte der Kirche liegt weitgehend im Dunkeln. Den Zeitpunkt ihrer Errichtung schätzt man aufgrund architektonischer Charakteristika sowie dendrochronologischer Untersuchungen im Dachstuhl des Chores auf 1300. Die Kirche wurde als gotischer Backsteinbau auf einem Sockel aus behauenen Granitsteinen errichtet. Der älteste Teil des Gebäudes ist der nach Osten ausgerichtete rechteckige Chor mit Kreuzrippengewölbe und blendengegliedertem Giebel mit Kreuzornamentik. Das Kirchenschiff wies einst auch ein Kreuzrippengewölbe auf, ist inzwischen jedoch flach gedeckt. Ein Visitationsprotokoll von 1648 berichtet davon, dass die Kirche 1634 von einem einstürzenden Turm beschädigt worden sein soll, obwohl am Mauerwerk keine Spuren eines früheren Turms zu erkennen sind. Wie an zahlreichen anderen Kirchen sind an den Längsseiten des Gebäudes vermauerte Eingänge zu erkennen. Eine Eigenheit der Rittermannshagener Kirche sind die in zwei Strebepfeiler eingearbeiteten Nischen an der Südostecke. Ihre einstige Bedeutung ist unbekannt. Man vermutet, dass es sich bei der größeren Nische um eine Feldkanzel und bei den halbhohen Nischen um Schreine für Heiligenfiguren, eventuell im Zusammenhang mit einer einstigen Wallfahrt handelt, es sind jedoch auch andere Erklärungen denkbar.
Die angebaute Gruft nördlich des Chores stammt wohl aus dem 18. Jahrhundert. Der Westgiebel des Langhauses erhielt seine heutige Gestalt erst im 19. Jahrhundert. Um 1868 wurde die Kirche im Inneren erneuert. Dabei wurde auch ein alter vergoldeter Schnitzaltar gegen einen schlichten Altar ersetzt. Der alte Altar blieb zunächst noch eine Weile in Rittermannshagen und kam dann ins Schloss Basedow. Im Zuge der Innenrenovierung im 19. Jahrhundert erhielt die Kirche eine neue Kanzel und 1867 ein Harmonium (ein Geschenk des Patronatsherrn Cuno von Hahn oder des Kurators Herrn von Engel). 1902 bekam die Kirche dann die heutige Orgel als Geschenk des Pächters des Rittermannshagen-Hofs. Die Orgel ist auf der im Westen des Kirchenschiffs eingezogenen Empore aufgestellt und stammt vom Rostocker Orgelbauer Carl Börger.
Die heutige Innengestaltung der Kirche entstand im Wesentlichen bei der letzten größeren Sanierung im Jahr 1966. In den letzten Jahren fanden weitere Sanierungen statt. So konnten seit 2005 der schmuckvolle Ostgiebel, das Chorgewölbe, die Außenkanzel und die Orgel restauriert werden. Bis 2010 sollen die Dachdeckung über dem Kirchenschiff und das Mauerwerk saniert werden.

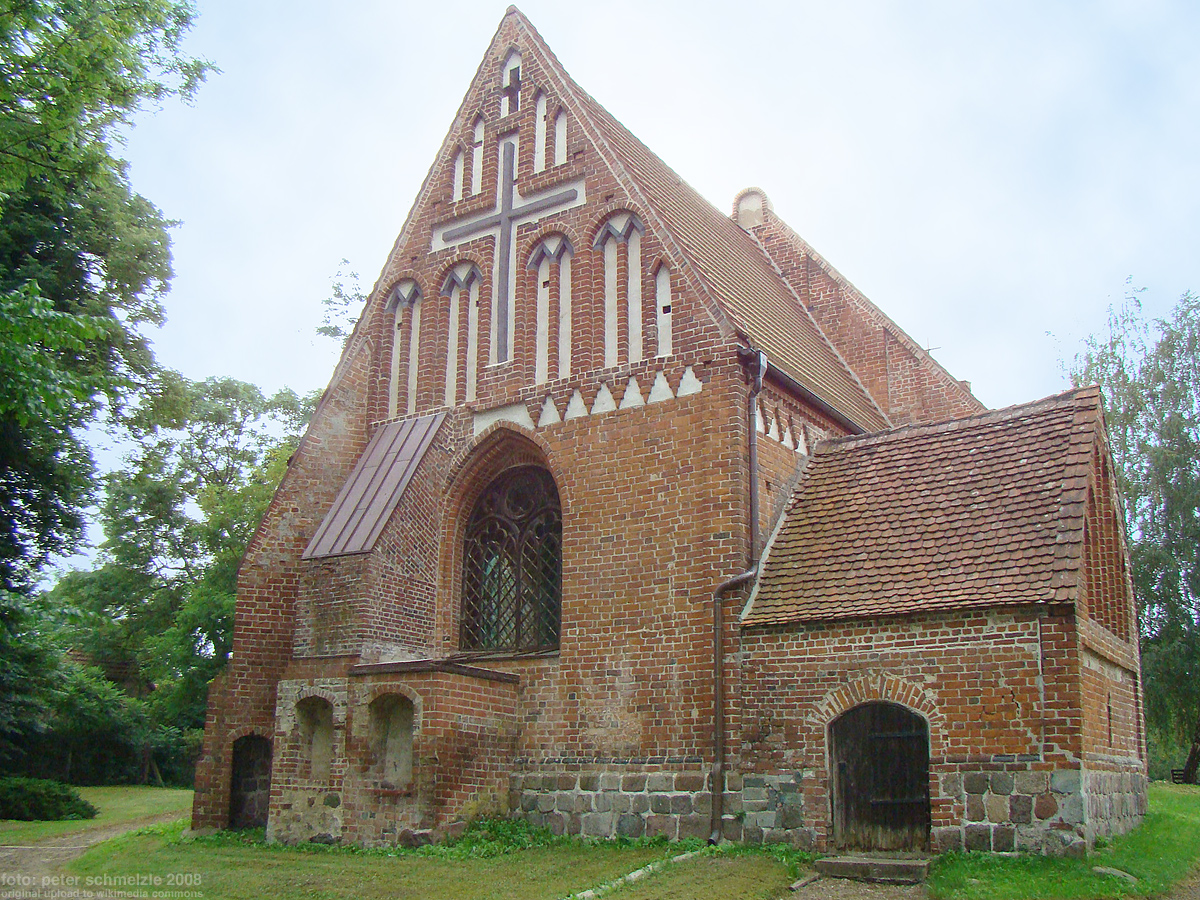
Ostgiebel und Gruftanbau
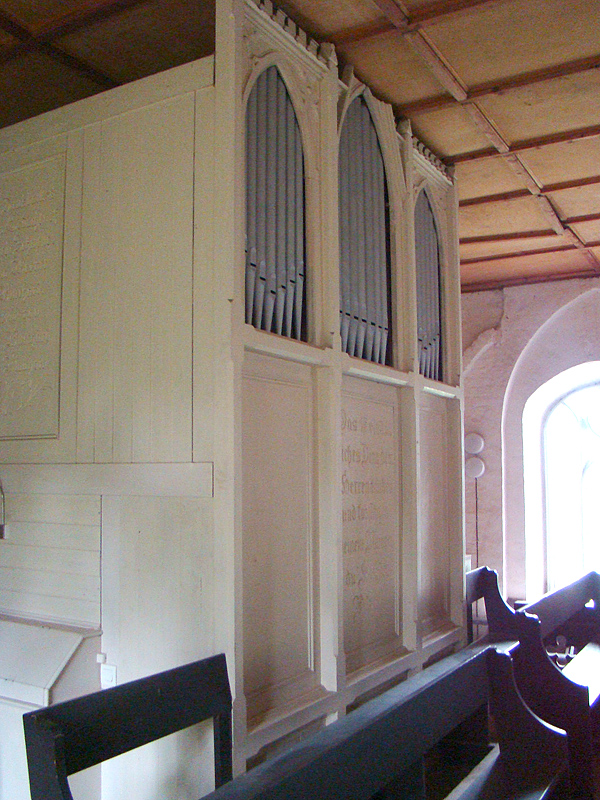
Orgel
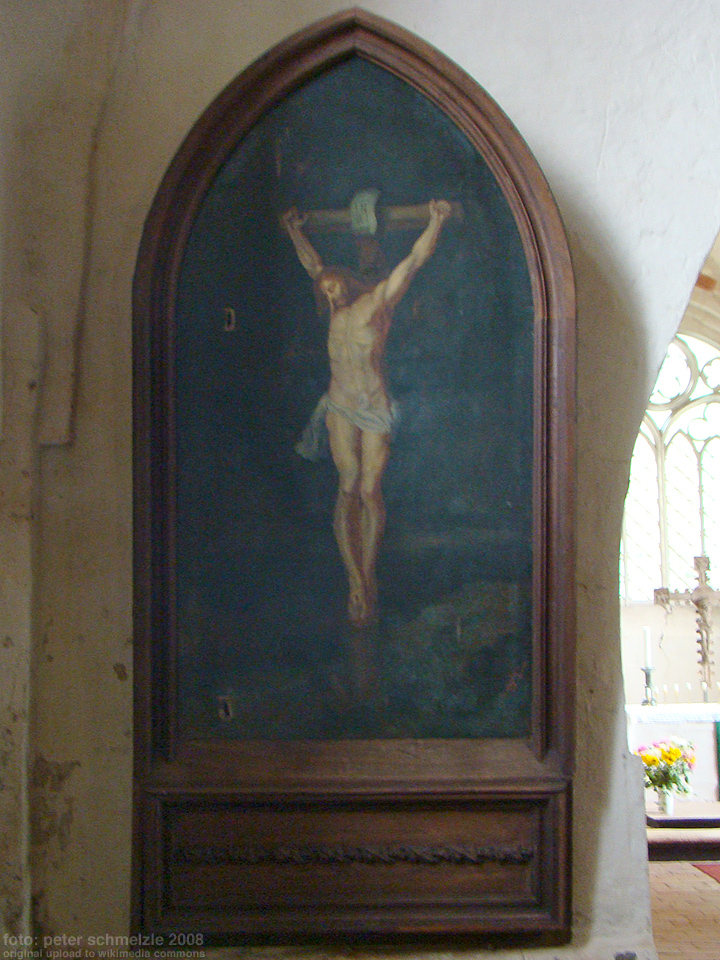
Jesusbild am Triumphbogen

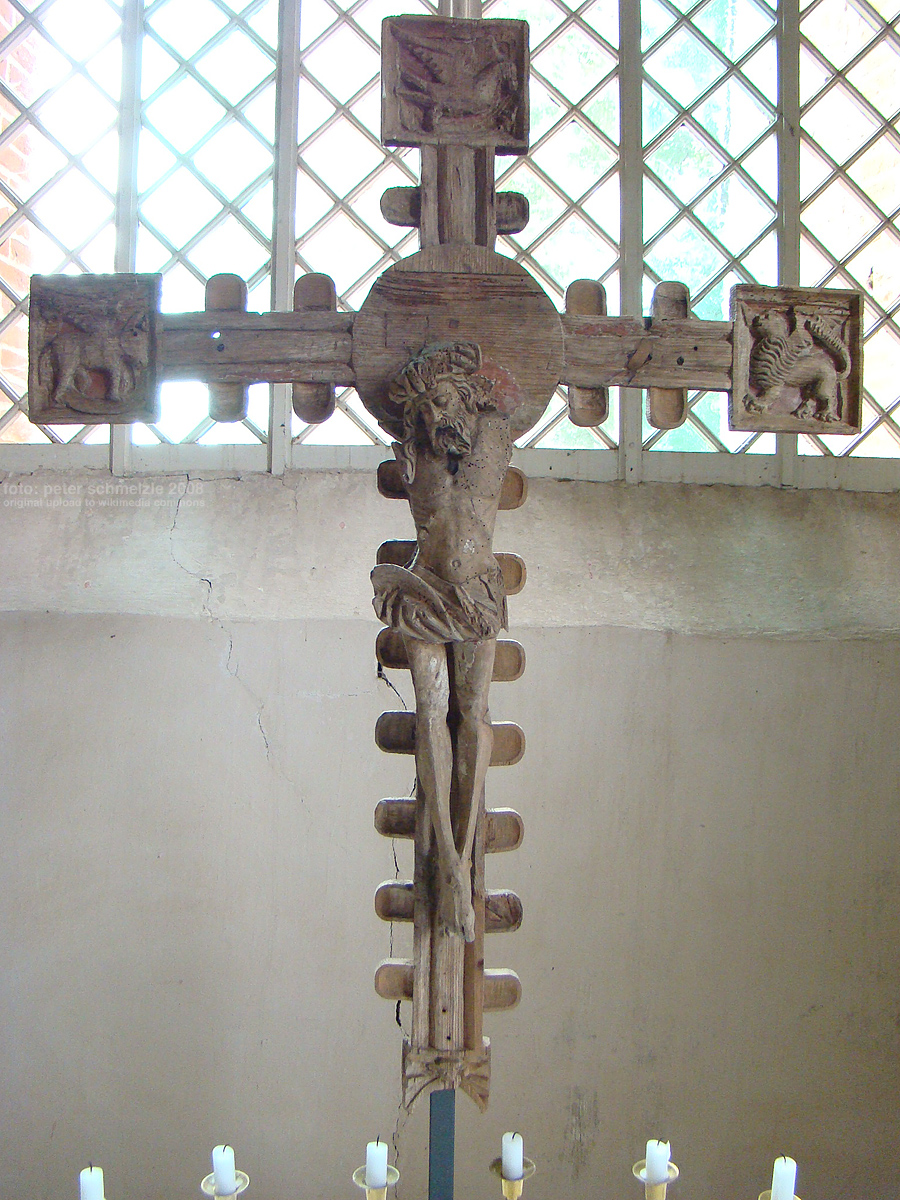
Kruzifix

Die Kunstschätze der Kirche bestehen insbesondere aus mehreren Holzfiguren aus dem 15. Jahrhundert. Das Kruzifix ist an den drei oberen Enden des Kreuzes mit Evangelistensymbolen versehen. Die Arme der Jesusfigur fehlen. Im Chor sind weitere vier Holzfiguren aufgestellt, die als Anna selbdritt, Mönch und zwei Lichtträger beschrieben werden.
Zu den weiteren Ausstattungsgegenstände der Kirche zählen zwei silberne Kelche aus dem 14. Jahrhundert, zwei silberne Kelche aus dem frühen 18. Jahrhundert, drei silberne Patenen aus dem 18. Jahrhundert, ein Leuchterpaar aus Zinn sowie eine Taufschale aus Messing von 1854. Links und rechts des Triumphbogens sind alte Jesusbilder aufgehängt.

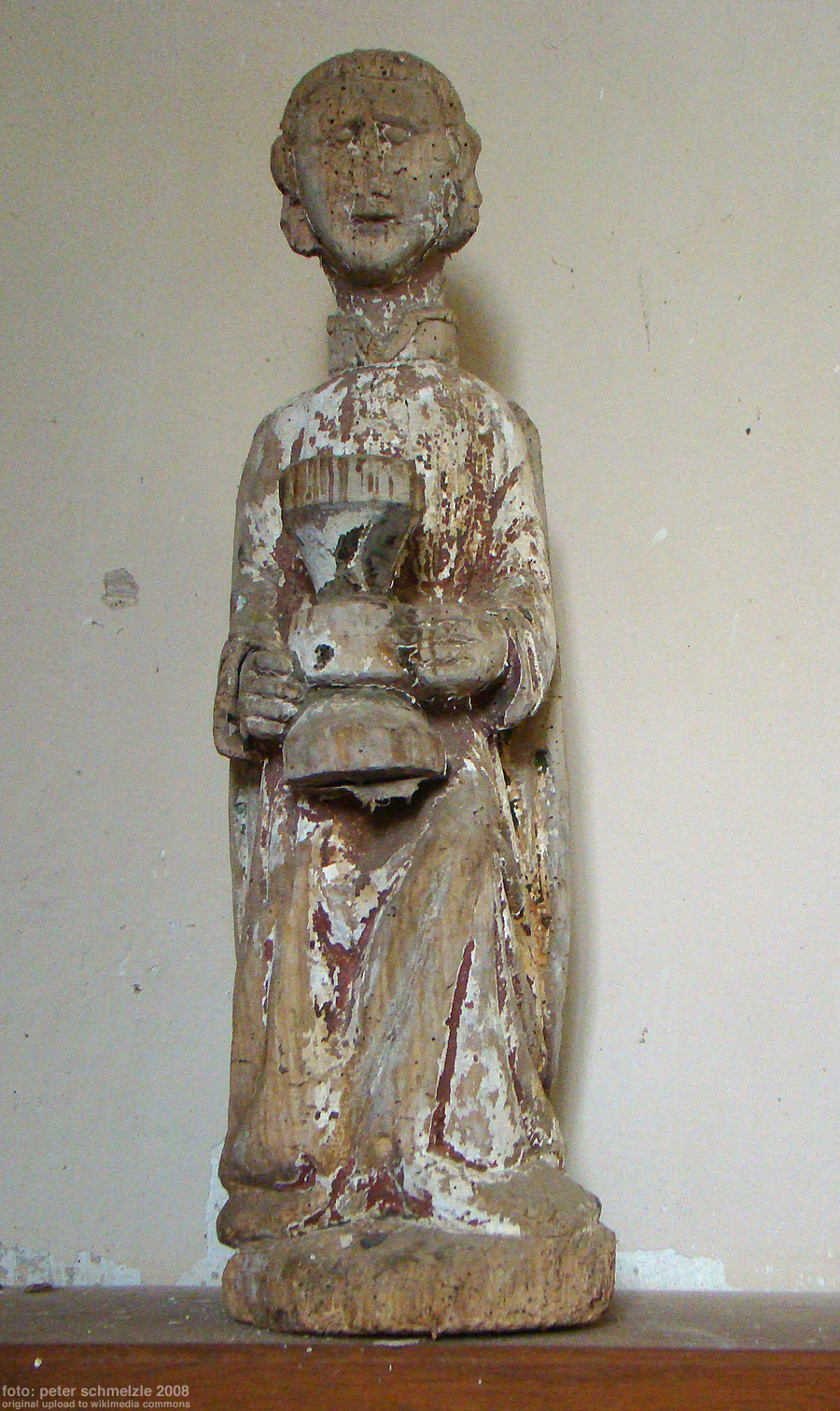
Holzfigur, 15. Jhd.
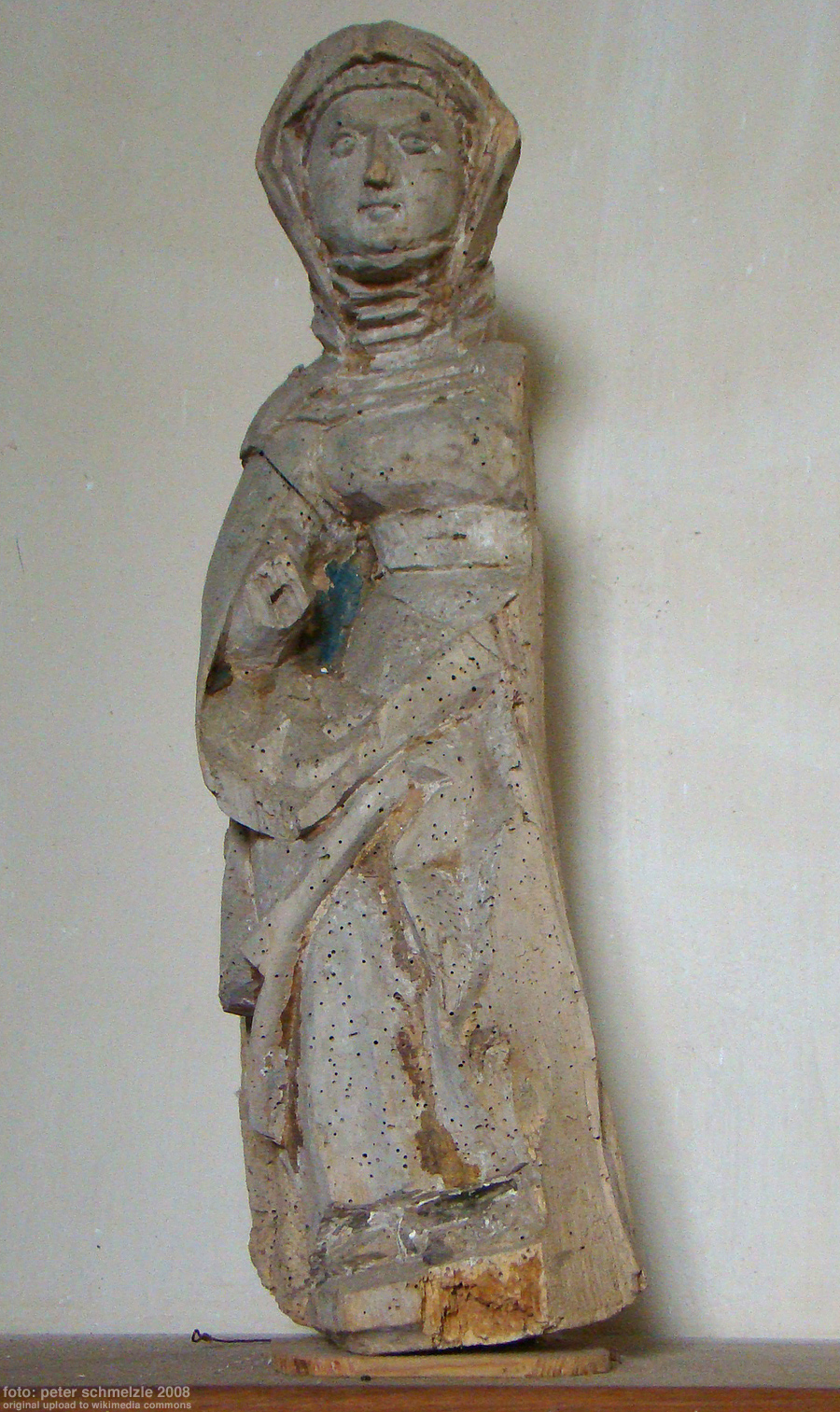
Holzfigur, 15. Jhd.
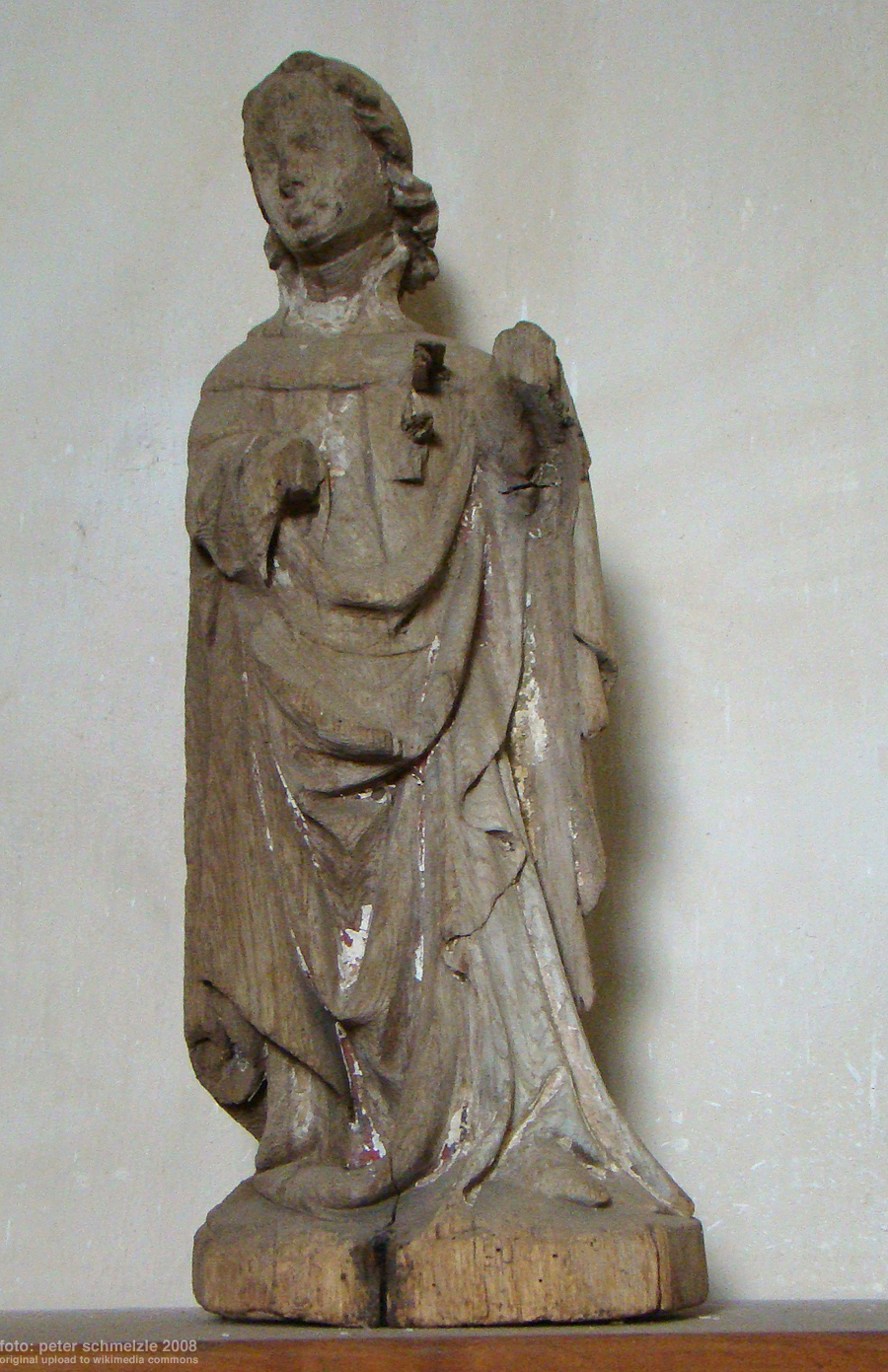
Holzfigur, 15. Jhd.
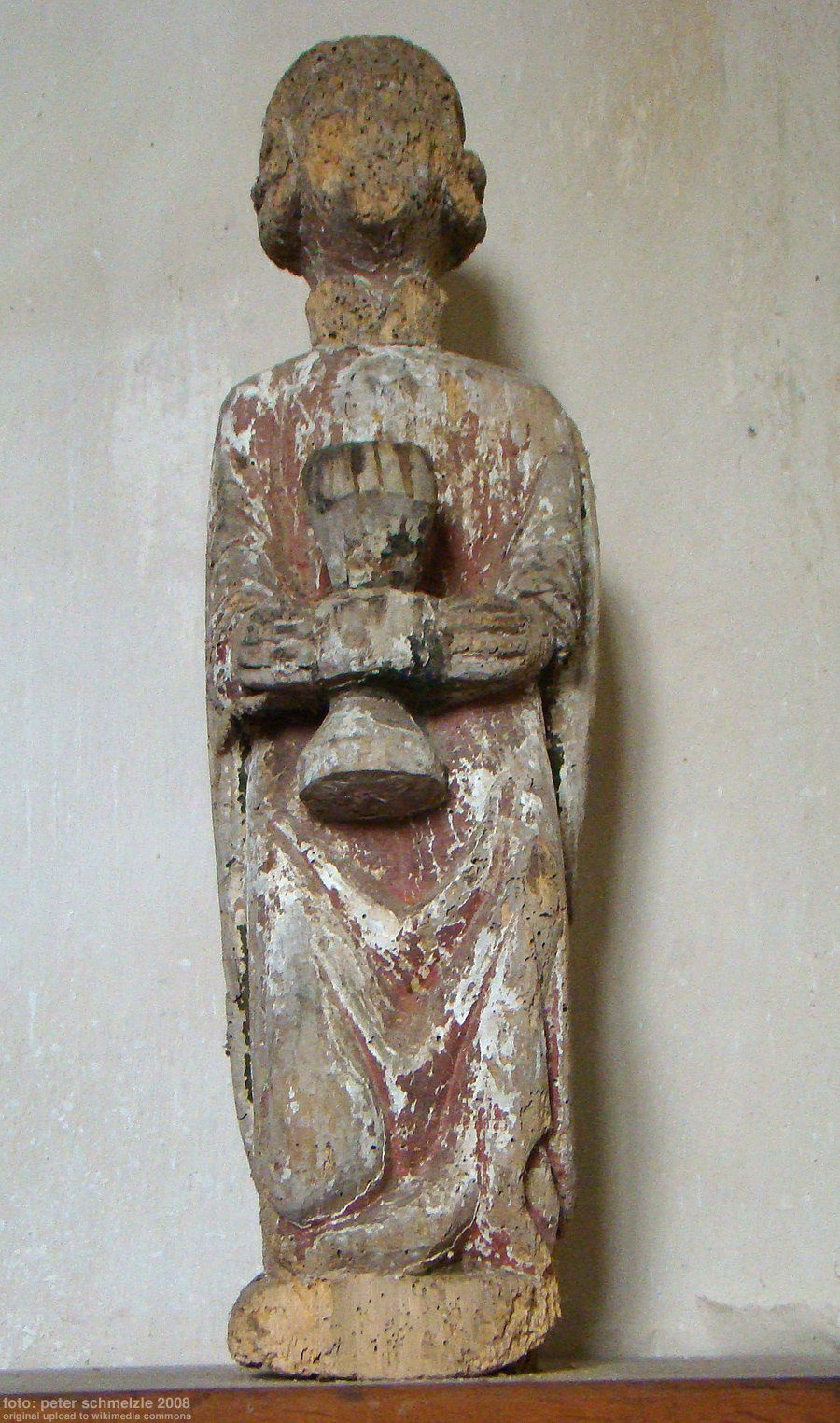
Holzfigur, 15. Jhd.

Koordinaten: 53° 37′ 24,8″ N, 12° 45′ 49,2″ O